# José Ferrer Esteve de Fujadas
José Ferrer Esteve de Fujadas (Torroella de Montgrí, Gerona, 13 de marzo de 1835-Barcelona, 7 de marzo de 1916), fue un guitarrista y compositor español.

## Biografía
Estudió guitarra con su padre, guitarrista y coleccionista de partituras, y más tarde con José Brocá. Abandona España para trasladarse a París en 1882 para ejercer la docencia en el Instituto Rudy y en la Académie Internationale de Musique (una serie de sus composiciones están dedicados a alumnos, sobre todo a alumnas). Durante esta época toca regularmente como solista.
Seguidamente se traslada a Barcelona, dónde será profesor del Conservatorio Superior de Música del Liceo. Tras una nueva estancia en París, se instala definitivamente en Barcelona a partir de 1898, dónde muere en 1916.
Su obra contiene piezas de guitarra sola, a menudo adaptadas al estilo de la música de salón de moda en la época, con títulos como Le charme de la nuit, La danse des naïades,... También escribió un método para guitarra, así como dúos para guitarra y flauta, y alguna canción.

## Obra
La numeración de sus obras tiene ligeras variaciones entre ediciones con lo que, a veces, cambian ligeramente los números. Por ejemplo, la "Marcha nupcial" se cita como "op. 61" y como "op. 62" [2]

### Para guitarra sola
- Adagio. op. 60
- Agréements du Foyer, trois pièces faciles. op. 32
- El Amable (extret de la Colección 8.ª de Ejercicios y preludios)
- La Ausencia, andante sentimental. op. 61
- Balada. op. 59
- Barcarola. op. 54
- Belle, gavotte. op. 24
- Brisas del Parnaso. Quatro piezas. op. 6
- Brise d'Espagne, valse caractéristique. op. 36
- Canto de amor, vals de concierto. op. 20
- Canto del Bardo, capricho. op. 48
- Charme de la Nuit, nocturne. op. 36
- Colección de valses
- Cuatro piezas fáciles. op. 50
- Cuatro piezas progresivas. op. 4
- La Danse des Naïades, mazurka. op. 35
- De noche en el lago, fantasía con variaciones. op. 14
- Doce minués. op. 12, dedicada a Francesc Tàrrega
- Dos nocturnos. op. 11
- Dos tangos. op. 19 (Tango número 1, Tango número 2)
- Echos de la Forêt, mélodie-valse. op. 22
- Elegía fantástica. op. 13, dedicada a Josep Brocà
- Los encantos de París, capricho fantástico. op. 16
- L'Estudiant de Salamanque, tango-valse. op. 31
- Fantasía con variaciones sobre un tema de Bériot. op. 3
- Feuilles de Printemps, sis pièces très faciles. op. 27
- La Gallegada, fantasía pastoril con variaciones. op. 15
- Gerbe de Fleurs, quatre pièces faciles. op. 40
- El Gondolero, melodía. op. 51
- La Mascarita, mazurka. op. 52
- Horas apacibles, ocho piezas fáciles. op. 8, dedicada al seu alumne Apel·les Mestres
- Impresiones juveniles, vals brillante. op. 18
- Inquietud. op. 57
- Marcha nupcial. op. 62
- Melodía nostálgica (extret de Estudios, colección 4ª)
- El Mensajero, vals. op. 55
- Minué. op. 49
- Minué. op. 56
- Misiva afectuosa. op. 58
- Nostalgia
- Pensées du Soir, nocturne. op. 43
- Pensées Mélodiques, quatre pièces. op. 37
- Polonesa. op. 10
- Quejas de mi lira: vals. op. 2
- El ramillete, diez pequeñas piezas. op. 5
- Récits Champêtres, trois mélodies. op. 30
- Recuerdos del Montgrí: capricho. op. 1, dedicada al seu mestre Josep Brocà
- Resignation, andante. op. 28
- Rêve du Poëte. op. 43
- Serenata española. op. 63
- Sinceridad, melodía-vals. op. 53
- Soliloquio, nocturno. op. 46
- Les Soupirs, valse. op. 33
- Souvenir du Quinze Août, romance sans paroles. op. 25
- Souvenirs d'Antan, six minutos. op. 39, premio en el concurso internacional organizado por la Academia Literaria y Musical de Francia
- El talismán, vals. op. 7
- Tendresse Paternelle, mélodie expressive. op. 29
- Tres valses. op. 9
- Trois Mélodies. op. 42
- Urania, nocturno. op. 47
- Vals en la menor
- Vals en mi menor
- Veillées d'Automme, cuatro piezas fáciles. op. 21 (> 1882)
- Veladas Intimas, cuatro piezas. op. 17

| - Bolero. op. 38, para piano y una o dos guitarras - Mazurka, per a dues guitarres - Mélancolie, nocturne. op. 23, para flauta y una o dos guitarras - Minué, per a dues guitarres - Sérénade Espagnole. op. 34, para dos guitarras - Les Sirènes, valse. op. 25, par banjo y una o dos guitarras - Terpsichore, valse. op. 45, para dos guitarras - Vals original, para dos guitarras | - La Calesera, canción andaluza de Sebastián Iradier, voz y guitarra - La Colasa, canción madrileña d'Iradier, voz y guitarra - El Jaque, canción española de Iradier, voz y guitarra |

### Obras para piano
- La craintive. Polka-mazurka, op. 2 (ca. 1882)
- Las dos hermanas: polka mazurca (ca. 1870)
- La exposición: vals (1885)
- El himno de Suez: vals brillante
- La inquieta: polka (ca. 1870)
- Ismalia: galop (ca. 1870)
- Loreto: americana (ca. 1870)
- Misterio: capricho schotisch (1876)
- Le premier salut aux beaux-arts: mélodie variée (ca. 1882)
- La tranquila: redowa (1885)